# Liste von Sternen im Sternbild Paradiesvogel
Dies ist eine Liste von Sternen im Sternbild Paradiesvogel.
| B   | G. | Bezeichnung    | HR   | HD     | Rektaszension J2000.0 | Deklination J2000.0 | Scheinbare visuelle Helligkeit mag | Entfernung Lj | Spektralklasse |
| --- | -- | -------------- | ---- | ------ | --------------------- | ------------------- | ---------------------------------- | ------------- | -------------- |
| α   | 14 | Alpha Apodis   | 5470 | 129078 | 14h 47m 51,72s        | −79° 02′ 41.1″      | 3,83                               | 432           | K3 III         |
| γ   | 44 | Gamma Apodis   | 6102 | 147675 | 16h 33m 27,09s        | −78° 53′ 49.7″      | 3,86                               | 150           | G8 III         |
| β   | 47 | Beta Apodis    | 6163 | 149324 | 16h 43m 05,42s        | −77° 30′ 59.7″      | 4,23                               |               | K0 III         |
| δ1  | 40 | Delta1 Apodis  | 6020 | 145366 | 16h 20m 20,84s        | −78° 41′ 44.4″      | 4,68                               |               | M5 IIIb        |
| ζ   | 60 | Zeta Apodis    | 6417 | 156277 | 17h 21m 59,53s        | −67° 46′ 14.3″      | 4,76                               |               | K2 III         |
| η   | 6  | Eta Apodis     | 5303 | 123998 | 14h 18m 13,97s        | −81° 00′ 27.4″      | 4,89                               |               | A2m            |
| ε   | 9  | Epsilon Apodis | 5336 | 124771 | 14h 22m 23,20s        | −80° 06′ 32.1″      | 5,06                               |               | B4 V           |
| δ2  | 41 | Delta2 Apodis  | 6021 | 145388 | 16h 20m 26,86s        | −78° 40′ 02.7″      | 5,27                               |               | K3 III         |
| 400 | 18 | R Apodis       | 5540 | 131109 | 14h 57m 53,16s        | −76° 39′ 45.4″      | 5,37                               |               | K4 III         |
| ι   | 58 | Iota Apodis    | 6411 | 156190 | 17h 22m 05,88s        | −70° 07′ 23.4″      | 5,39                               |               | B9 V + B9.5 V  |
| κ1  | 29 | Kappa1 Apodis  | 5730 | 137387 | 15h 31m 30,82s        | −73° 23′ 22.4″      | 5,40                               |               | B3 IVe         |
| κ2  | 33 | Kappa2 Apodis  | 5782 | 138800 | 15h 40m 21,36s        | −73° 26′ 47.9″      | 5,64                               |               | B7 III-IV      |
| θ   | 4  | Theta Apodis   | 5261 | 122250 | 14h 05m 20,10s        | −76° 47′ 48.0″      | 5,69                               |               | M6.5 III:      |